# Dormilon cendré
Muscisaxicola cinereus
Espèce
Statut de conservation UICN

 LC  : Préoccupation mineure
Le Dormilon cendré (Muscisaxicola cinereus) est une espèce de passereaux de la famille des Tyrannidae.

## Habitat
Son habitat est les prairies en altitude dans les régions tropicales et subtropicales.

## Liste des sous-espèces
Selon la classification de référence du Congrès ornithologique international (14.2, 2024) :
- M. c. cinereus Philippi & Landbeck, 1864 — répandu à travers la puna ;
- M. c. argentina Hellmayr, 1932 — puna du nord-ouest de l'Argentine.

## Classification
Le nom valide complet (avec auteur) de ce taxon est Muscisaxicola cinereus Philippi & Landbeck, 1864.
Ce taxon porte en français le nom vernaculaire ou normalisé suivant : Dormilon cendré.
Muscisaxicola cinereus a pour synonymes :
- Muscisaxicola cinerea Sibley & Monroe, 1990
- Muscisaxicola cinerea Stotz et al., 1996